# 소프트웨어 배포
소프트웨어 배포(software distribution)는 최종 사용자에게 소프트웨어를 전달하는 과정이다. 특정한 목적으로 사용하기 위해 빌드, 조합, 구성된 소프트웨어 구성 요소의 모임은 배포판으로 부른다.
소프트웨어 배포는 종종 자유 소프트웨어의 턴키 형태에 가까운 것으로 간주된다. 인터넷으로부터 다운로드가 가능한 실행 파일 인스톨러를 갖춘 이진 배포의 형태를 취할 수 있다.

## 예
- CPAN: 펄 확장기능 저장소. 200개 이상의 미러가 있으며 각각 32,000개 이상의 배포판이 있다.
- 버클리 소프트웨어 배포판: 예) FreeBSD, NetBSD, OpenBSD, DragonflyBSD
- 리눅스 배포판: 예) SUSE 리눅스 배포판
- 이클립스 유로파는 2개의 대체 배포판이 있다.

## 자유 소프트웨어 배포 도구
C++과 C 프로그래밍 언어로 작성된 소스 파일을 구성하기 위해 GNU Autotools가 널리 쓰이지만 이에 국한되지는 않는다.

## 같이 보기
- 소프트웨어 전개